# Риичи Йокомицу
Риичи Йокомицу (на японски: 横光 利一, Yokomitsu Riichi) е японски литературен критик, поет и писател на произведения в жанра драма, научна фантастика и мемоари.
Основател и водач на групата неосенсуалисти „Шинканкаку-ха“ (Нова школа за светоусещане), която е повлияна от европейския авангардизъм от началото на 20 век.

## Биография и творчество
Риичи Йокомицу е роден на 17 март 1898 г. в Аидзу-Вакамацу, Фукушима, Япония, в семейството на железопътен инженер-геодезист. Заради работата на баща му семейството често се мести. През 1906 г., когато баща му преминава на работа в Корея, семейството се мести в Хигаши Уемура, префектура Мие, където е домът на родителите на майка му, а през 1909 г. в Оцу. В детството си активно се занимава със спорт – джудо, плуване, лека атлетика. Завършва средното си образование в Уено. Чете много и опитва да пише още в гимназията.
През 1916 г. постъпва в литературния отдел на Университета Васеда в Токио въпреки неодобрението на баща си. През 1917 г. временно напуска поради нервен срив. През 1921 г. е изключен от университета заради отсъствия. През 1919 г. започва да учи при Хироши Кикучи, при когото среща поета Харуо Сато и става приятел с Ясунари Кавабата. Докато учи, започва да печата самостоятелно свои произведения. През 1922 г. баща му умира в Корея и той трябва да издържа семейството.
През 1923 г. се присъединява към литературното списание „Bungei Shunjū“ (Литературен свят), и скоро става един от най-известните му автори благодарение на разказите „Слънцето“ и „Полет“. През 1924 г. се премества в „Bungei Jidai“ (Литературна ера), където е колега с Ясунари Кавабата и други писатели. Списанието става център на групата неосенсуалисти, а той се изявява като противник на натурализма и пролетарската литература.
През 1926 г. съпругата му Кими умира от туберкулоза, което той преживява тежко, и което се отразява в някои от произведенията му.
През 1930 г. е издадена повестта му „Машина“, която изобразява човешкия модел на градска фабрика, използвайки експериментални техники.
През 1932 г. е издаден романът му „Шанхай“, който е фокусиран около революционните събития на 30 май 1925 г. в китайския мегаполис проследявайки историята на група японски емигранти. Той разглежда темите и противоречията на Източна Азия от онези години, които са между колониализма, случаите на независимост, комунизма и национализма.
През 1936 г. прекарва шест месеца в Европа по повод на Олимпийските игри в Берлин. По време на Тихоокеанската война подкрепя политиката на правителството и одобрява практиката на камикадзе. През януари 1945 г., поради заплахата от бомбардировки, е евакуиран със семейството си в префектура Ямагата в гладните селски райони, където здравето му е разклатено. След поражението на Япония във войната е подложен на цензура и наказателно преследване заради възгледите си. Наричан е „военен престъпник на литературата“. Въпреки това той продължава да пише до края на живота си.
Като един от основателите на групата „Шинканкаку-ха“ спомага за въвеждането на европейска авангардна литература в Япония през междувоенния период и отваря вратата към японския модернистичен стил. Стилистичната му иновация и противопоставяне на пролетарската литература, предоставят възможности, различни от реализма и романа „Аз“.
Риичи Йокомицу умира от перитонит, причинен от усложнение на стомашна язва, на 30 декември 1947 г. в Токио.

## Произведения
честична библиография
- 文章世界Bunshō sekai (1917)
- 日輪 Nichirin (1923)
- 頭ならびに腹 Atama narabi ni hara (1924)
- 春は馬車に乗ってHaruhabashaninotte (1926)
- 機械 Kikai (1930)
”Машина” в „Японски разкази“, изд.: „Народна култура“, София (1973), прев. Владимир Божков
- 上海 Shanhai (1931)
- 上海 Shanghai (1932)
- 園 Sono (1936)
- 秋 Aki (1939)

### Екранизации
- 1925 Nichirin
- 1926 Kurutta ippêji
- 1930 Machi no senkôtei
- 1936 Kazoku kaigi
- 1970 Kenju giga